# Austin Dillon
Austin Dillon (Lewisville, Carolina del Norte, 27 de abril de 1990) es un piloto de automovilismo estadounidense, que compite actualmente en la Copa NASCAR, conduciendo el Chevrolet No. 3 para Richard Childress Racing. A noviembre de 2018, disputó 193 carreras en la categoría con tres victorias y 11 top 5.
Fue campeón de la NASCAR Camping World Truck Series en 2011, y terminó quinto en 2010; además de ser de ser el Novato del Año de esa categoría en 2010. En la Nationwide, salió campeón en 2013, y fue premiado como Novato del Año y terminó tercero en el campeonato general en 2012.
Es hijo del expiloto y gerente general de RCR, Mike Dillon, y nieto del dueño de ese equipo, Richard Childress. Además es el hermano mayor de Ty, también piloto de NASCAR.

## Carrera
Después de iniciar su carrera en Bandoleros, Legends cars y Late Model y de ganar el All-Star Shootout at The Dirt Track Charlotte Motor Speedway en 2007, en 2008 participó en la K&N Pro Series East; terminó segundo en ese año, con una victoria, y 10 top 10. Además debutó en la ARCA, y en la Nationwide Series con Richard Childress Racing, donde logró un cuarto puesto en una carrera de esta última divisional.
En 2009, ganó All-Star Shootout at The Dirt Track at Charlotte Motor Speedway por segunda vez. Aparte de eso, hizo su debut en el NASCAR Camping World Truck Series con una Chevrolet en Iowa Speedway. Participó en cuatro series de stock car diferentes como piloto de desarrollo de RCR, entre ellos dos top 15 en dos carreras en las Camionetas, no logró ningún top 10 en 4 carreras de la Nationwide, un segundo y dos top ten en dos carreras de K&N Pro Series East, y dos segundos puestos en 3 carreras de ARCA. Para 2010, compitió a tiempo en la Truck Series con RCR, donde logró dos victorias, en ruta al quinto puesto en el campeonato, y además fue el Novato del Año de la categoría. Ganó el Campeonato de la NASCAR Camping World Truck Series en 2011, gracias a sus 2 victorias, 10 top 5, 16 top 10 y fue el piloto con más poles en la temporada con 5. También en ese año participó en 4 carreras en la Nationwide, donde consiguió 1 top 5, y 3 top 10, y debutó en la Copa NASCAR conduciendo un Chevrolet en Kansas, terminando en el puesto 26 en la carrera.
En 2012, Austin compitió a tiempo completo en la Nationwide Series, conduciendo la Chevrolet No. 3; ganó las dos carreras en Kentucky, además de sus 27 top 10, y 3 poles, lo cual hizo que terminará tercero en el campeonato y logró el título de Novato del Año de la categoría. Participó de una carrera por la Copa en Míchigan en junio, donde terminó en el puesto 24. En la Nationwide Series 2013, a pesar de no lograr una victoria en la temporada, acumuló 13 top 5, 22 top 10 7 poles para consagrarse campeón de la categoría por delante de Sam Hornish Jr. por 3 puntos de diferencia. También, participó de 11 carreras en la Copa, conduciendo para varios equipos siempre conduciendo una Chevrolet, logrando como mejor resultado un 11º puesto en la fecha de Míchigan de junio. Además, disputó dos carreras de la Truck Series, ganando la carrera en Eldora.
En 2014, Austin compitió a tiempo completo en la Copa NASCAR, pilotando un Chevrolet número 3 del Richard Childress, el mismo que usó Dale Earnhardt durante toda su carrera y por última vez en 2001. Logró un top 5 y 4 top 10, para finalizar 20° en el campeonato, y segundo en la lucha por el título del Novato del Año, por detrás de Kyle Larson. Además, obtuvo un séptimo lugar en su única participación en la Nationwide, y consiguió una victoria y 3 top 5 en 8 carreras de la Truck Series con los equipos de Richard Childress y Bob Newberry.
Dillon nuevamente quedó fuera de la Caza por la Copa NASCAR 2015, consiguió un top 5 y 5 top 10, de modo que terminó 21° en el campeonato. Además, logró cuatro victorias en 20 carreras por la NASCAR Xfinity Series, y una en 4 fechas por la Truck Series. En su tercera temporada en Copa NASCAR, Dillon se clasificó a la Caza en 2016, con 10 top 10 en la temporada regular. Quedó eliminado en la segunda ronda, tras perder en un desempate de mejores resultados en esa etapa con Denny Hamlin, luego de que ambos empatarán en puntos; terminó 14º en el campeonato con 4 top 5 y 13 top 10.
En 2017, Dillon logró su primera victoria en la Copa NASCAR en las 600 Millas de Charlotte. Esa victoria le permitió clasificar a la postemporada, en donde alcanzó la primera ronda y finalizó undécimo en el campeonato con 3 top 5. Empezó el 2018 ganando las 500 Millas de Daytona. En la última vuelta  chocó a Aric Almirola después de que este último intentó bloquearlo, mandándolo al muro exterior. Avanzó a la postemporada pero quedó eliminado en primera ronda y resultó 13º con 2 top 5.

## Vida personal
Dillon se casó con la animadora de NFL, Whitney Ward, el 9 de agosto de 2016. Austin y Whitney se casaron el 9 de diciembre de 2017, en Childress Vineyards en Lexington, Carolina del Norte. Su primer hijo nació el 14 de junio de 2020. En enero de 2023 anunciaron que estaban esperando su segundo hijo. Su hija Blaize nació en junio de 2023.